# 1 World Trade Center
One  World Trade Center (wcześniej pod nazwą Freedom Tower pol. Wieża Wolności) – jeden z czterech nowojorskich wieżowców stanowiących część nowego kompleksu, który powstał w miejscu biurowców WTC zniszczonych w wyniku zamachu z 11 września 2001. Jego wysokość wynosi 541 metrów, czyli 1776 stóp, które symbolicznie oznaczają datę ogłoszenia Deklaracji Niepodległości Stanów Zjednoczonych. Jest to najwyższy budynek w Stanach Zjednoczonych, a siódmy na świecie, po Burdż Chalify, Merdece 118, Shanghai Tower, Abradż al-Bajt, Ping An Finance Center oraz Lotte World Tower. Budynek został oddany do użytku i oficjalnie otwarty 3 listopada 2014 roku, 13 lat po zamachu. 

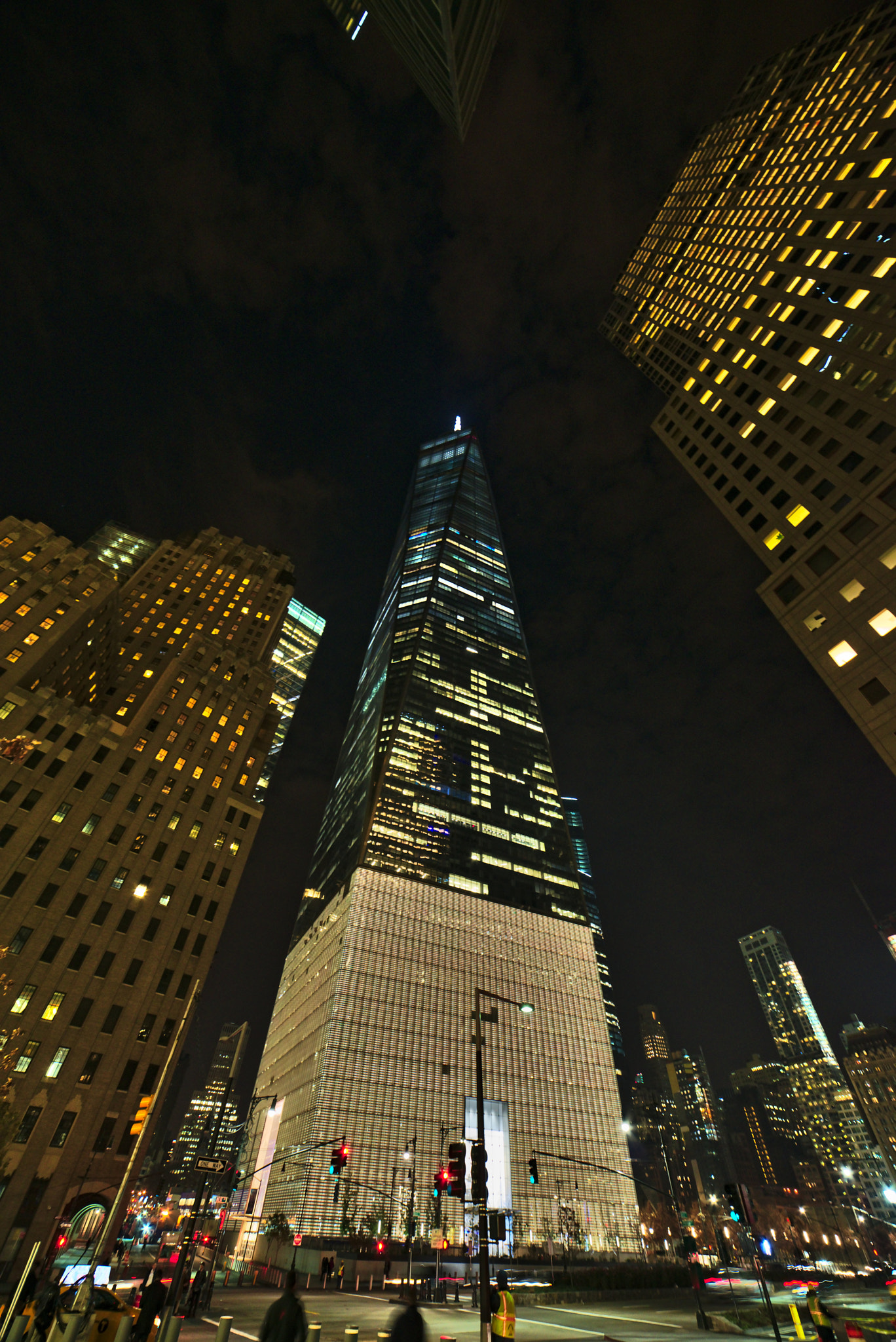
Widok w nocy

Sylwetka One World Trade Center

Obecnie przyjęta wersja wyglądu drapacza chmur jest wynikiem współpracy Daniela Libeskinda, Davida Childsa oraz firmy architektonicznej Skidmore, Owings and Merrill. W czasie uroczystości 4 lipca 2004 w tzw. strefie zero (ang. ground zero) w nowojorskiej dzielnicy Lower Manhattan odsłonięto dwudziestotonową granitową płytę. Jest to kamień węgielny, który służył pod budowę najwyższego wieżowca Nowego Jorku, powstałego na miejscu zniszczonych przez terrorystów 11 września 2001 bliźniaczych wieżowców World Trade Center.
Zdecydowano, że One WTC zostanie zbudowany na miejscu, w którym wcześniej stał 6 World Trade Center, zniszczony po zamachu 11 września. Budowę w formie partnerstwa publiczno-prywatnego rozpoczęto 27 kwietnia 2006. Brak jest także planów prywatyzacji kompleksu.
26 marca 2009 Port Authority of New York and New Jersey poinformował, że budowany wieżowiec, wcześniej znany pod nazwą Freedom Tower, zostanie nazwany One World Trade Center. 30 kwietnia 2012 wieżowiec stał się najwyższym w Nowym Jorku, kiedy to przewyższył Empire State Building, nie licząc iglicy Empire State. 14 czerwca 2012 budowę One WTC wizytował prezydent Stanów Zjednoczonych Barack Obama, który napisał na stalowej belce dwuteowej: „We remember, we rebuild, we come back stronger!” (pol. Pamiętamy, odbudujemy, wrócimy silniejsi!). 30 sierpnia tego roku na konstrukcji postawiono wiechę. 10 maja 2013 na dachu budynku zainstalowano iglicę, dzięki czemu łączna jego wysokość wyniosła 541 metrów (1776 stóp). W chwili ukończenia prac był to czwarty najwyższy wieżowiec na świecie.
Wieża ma 105 pięter i 240 000 metrów kwadratowych powierzchni biurowej.
Budynek został wyposażony w nowatorskie, bardzo szerokie klatki schodowe do ewakuacji z instalacją ciśnieniową eliminującą dym. 29 maja 2015 w wieżowcu zostało otwarte obserwatorium położone na wysokości 380 m.
Drugi wieżowiec nowego kompleksu planowano oddać na 2020 rok, trzeci wieżowiec został zbudowany w 2018 roku, zaś czwarty został otwarty w 2013 roku.